# Ludwig Götting

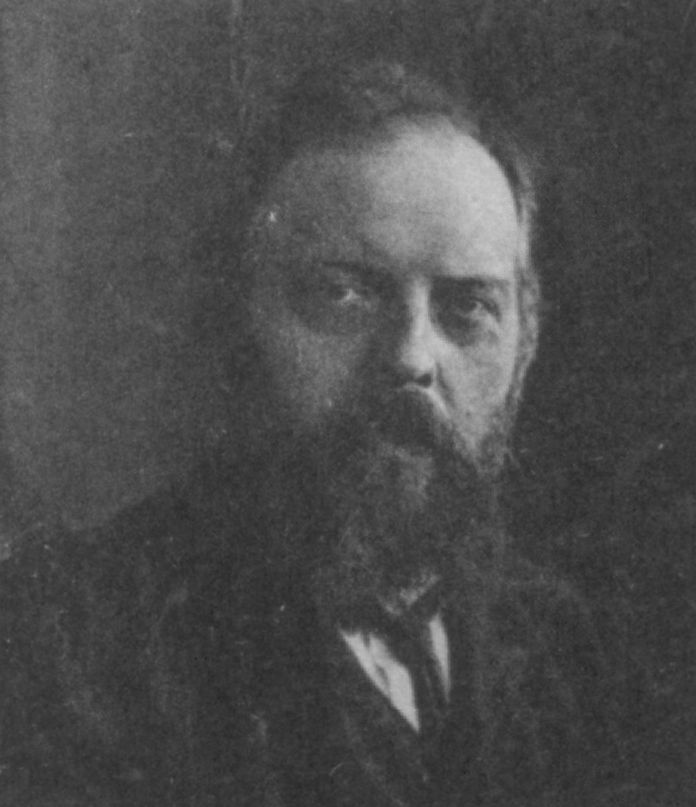
Ludwig Götting als Reichstagsabgeordneter 1912

Ludwig Götting (* 1. Dezember 1854 in Hildesheim; † 28. August 1920 ebenda) war Jurist und Mitglied des Deutschen Reichstags.

## Leben
Götting war der Sohn des Bürgervorstehers und Landtagsabgeordneten Karl Götting, er besuchte das Gymnasium Andreanum in Hildesheim und die Universitäten Heidelberg, Erlangen und Göttingen. Während seines Studiums wurde er 1873 Mitglied der Burschenschaft Germania Erlangen. Im Jahr 1900 wurde er auch Alter Herr der Burschenschaft Allemannia Heidelberg. 1877 begann er das Referendariat und wurde 1881 Rechtsanwalt in Hildesheim. Von 1890 bis 1910 war er Stadtsyndikus beim Magistrat in Hildesheim und von 1890 bis 1911 Mitglied des Bezirksausschusses zu Hildesheim. Ab 1906 leitete er den deutschen Sparkassenverband als Geschäftsführer. Weiter war er Mitglied des Gesamtausschusses der Preußischen Zentralgenossenschaftskasse, Hauptmann der Landwehr und Stellvertretender Vorsitzender des Hannoverschen Sparkassenverbandes. Er veröffentlichte die Schriften Hildesheim zur Zeit der Hansa, Geschäftsverkehr der Sparkassen nach deutschem bürgerlichen Recht  und Formulare für Sparkassen. Ausgezeichnet wurde er mit dem Roten Adlerorden IV. Klasse.
Von 1912 bis 1918 gehörte er dem Deutschen Reichstag für den Wahlkreis Provinz Hannover 13 (Goslar, Zellerfeld, Ilfeld) und der Nationalliberalen Partei an.